# Obverse
Obverse è il quinto album in studio del musicista danese Trentemøller, pubblicato il 27 settembre 2019 dalla In My Room.

## Promozione
Il 24 maggio 2019 Trentemøller ha presentato il singolo Sleeper, accompagnato nel medesimo giorno dal relativo video musicale da lui diretto. Il seguente 21 giugno è stata la volta di In the Garden, realizzato con la partecipazione vocale di Lina Tullgren. L'ultima anticipazione all'uscita dell'album è rappresentata dal terzo singolo Try a Little, reso disponibile il 30 agosto e realizzato con la partecipazione di Jennylee dei Warpaint.
L'album è stato pubblicato il 27 settembre nei formati CD, doppio vinile colorato e digitale; parallelamente alla sua uscita è stato presentato attraverso il canale YouTube dell'artista il video per la quinta traccia Blue September, girato dallo stesso Trentemøller mediante il solo uso di un iPhone e con protagonista la cantante Lisbet Fritze. Il 24 ottobre il sito Under the Radar ha pubblicato in anteprima un video per Foggy Figures, nuovamente diretto dal musicista, mentre il 6 dicembre è uscito quello per Trnt. Il 14 gennaio 2020 l'artista ha pubblicato il video di Church of Trees.

## Tracce
Musiche di Anders Trentemøller.
1. Cold Comfort – 8:30 (testo: Rachel Goswell)
2. Church of Trees – 6:38
3. In the Garden – 4:02 (testo: Lina Tullgren)
4. Foggy Figures – 7:23
5. Blue September – 5:09 (testo: Lisbet Fritze)
6. Trnt – 8:06
7. One Last Kiss to Remember – 3:48 (testo: Anders Trentemøller)
8. Sleeper – 4:46
9. Try a Little – 4:13 (testo: Jennylee)
10. Giants – 5:03

## Formazione
Hanno partecipato alle registrazioni, secondo le note di copertina:
- Anders Trentemøller – strumentazione, produzione, missaggio
- Bo Kondren – mastering
- Jeppe Brix – chitarra aggiuntiva (tracce 1 e 4)
- Manoj Ramdas – chitarra aggiuntiva (tracce 1 e 7)
- Rachel Goswell – voce (traccia 1)
- Steve Clarke – ingegneria parti vocali (traccia 1)
- Silas Tinglef – chitarra e basso aggiuntivi (traccia 3)
- Lina Tullgren – voce (traccia 3)
- Jakob Høyer – batteria aggiuntiva (tracce 4 e 9)
- Lisbet Fritze – voce (tracce 5 e 7)
- Jakob Falgren – basso aggiuntivo (traccia 9)
- Jennylee – voce (traccia 9)

## Classifiche
| Classifica (2019)   | Posizione massima |
| ------------------- | ----------------- |
| Belgio (Fiandre)    | 158               |
| Belgio (Vallonia)   | 128               |
| Germania            | 99                |
| Regno Unito (dance) | 27                |
| Svizzera            | 65                |